# 瓦尔德格
瓦尔德格是奥地利下奥地利州维也纳新城城郊县的一个市镇。总面积35.69平方公里，总人口2010人，人口密度56.3人/平方公里（2005年）。